# 威廉·杰斐逊·克林顿联邦大厦
威廉·杰斐逊·克林顿联邦大厦（William Jefferson Clinton Federal Building）位于华盛顿哥伦比亚特区的联邦三角，旧邮政局大厦的12街对面。
建筑原名新邮政局，设有美国环境保护署，直到1971年交给美国邮政部。现在是美国环境保护署，于1985年2月5日更名为艾莉儿·里奥斯联邦大厦，以纪念在1982年12月2日执行任务时被杀的美国烟酒枪炮及爆裂物管理局卧底艾莉儿·里奥斯（Ariel Rios）。2013年5月13日美国联邦政府宣布，该建筑将再次更名，以前总统比尔·克林顿命名， 2013年7月17日举行仪式，大楼正式改为现名。

## 建筑
克林顿大厦建于1930年代早期，是联邦三角地区再开发的一部分。这是当时该市最破落的街区之一，被称为“谋杀湾”，是犯罪和卖淫的中心。
这座新古典主义建筑由建筑师威廉·亚当斯·德拉诺、切斯特·福尔摩斯·奥尔德里奇设计，灵感来自巴黎的旺多姆广场。

## 图片

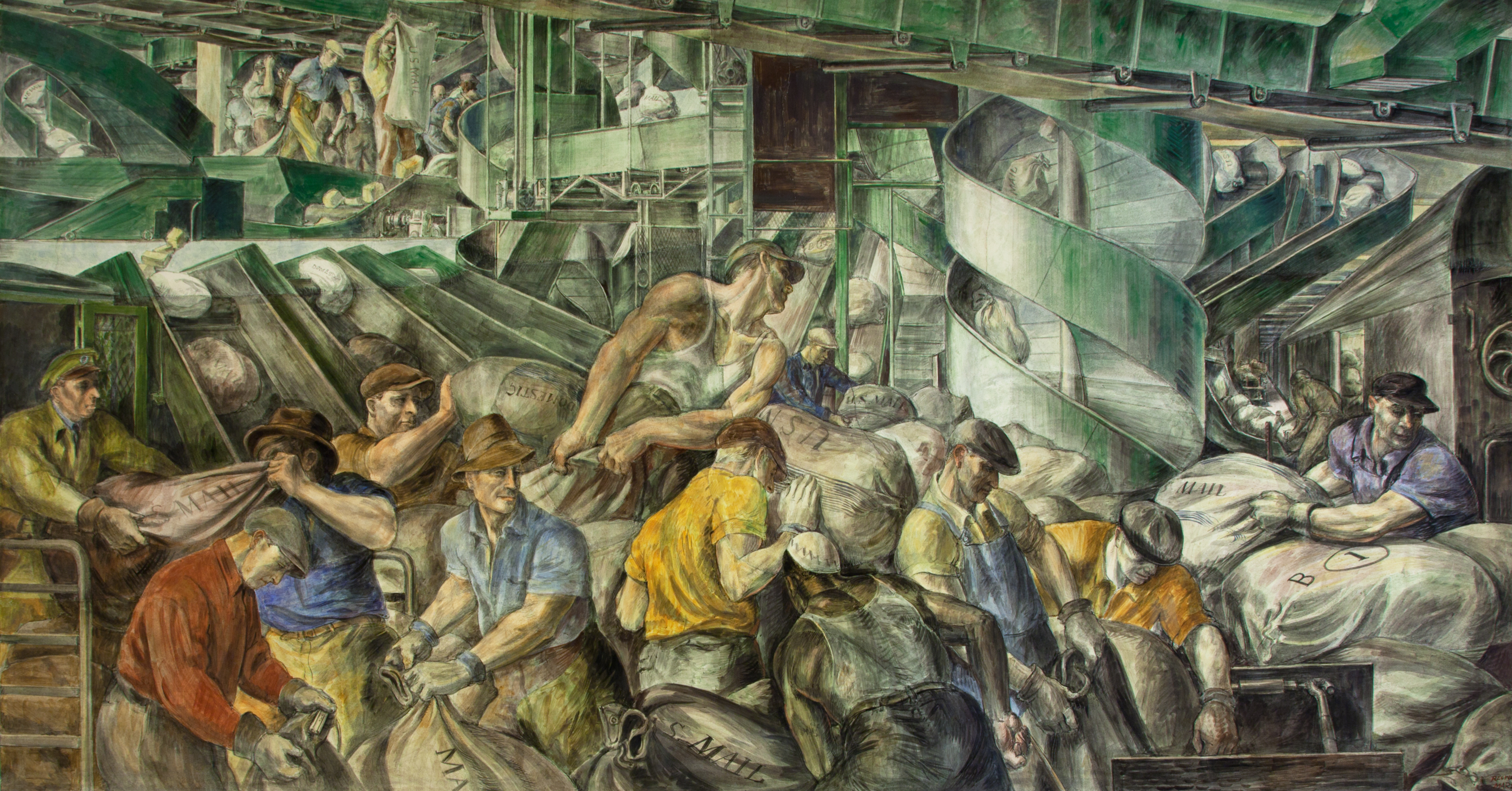
Sorting the Mail (1936)
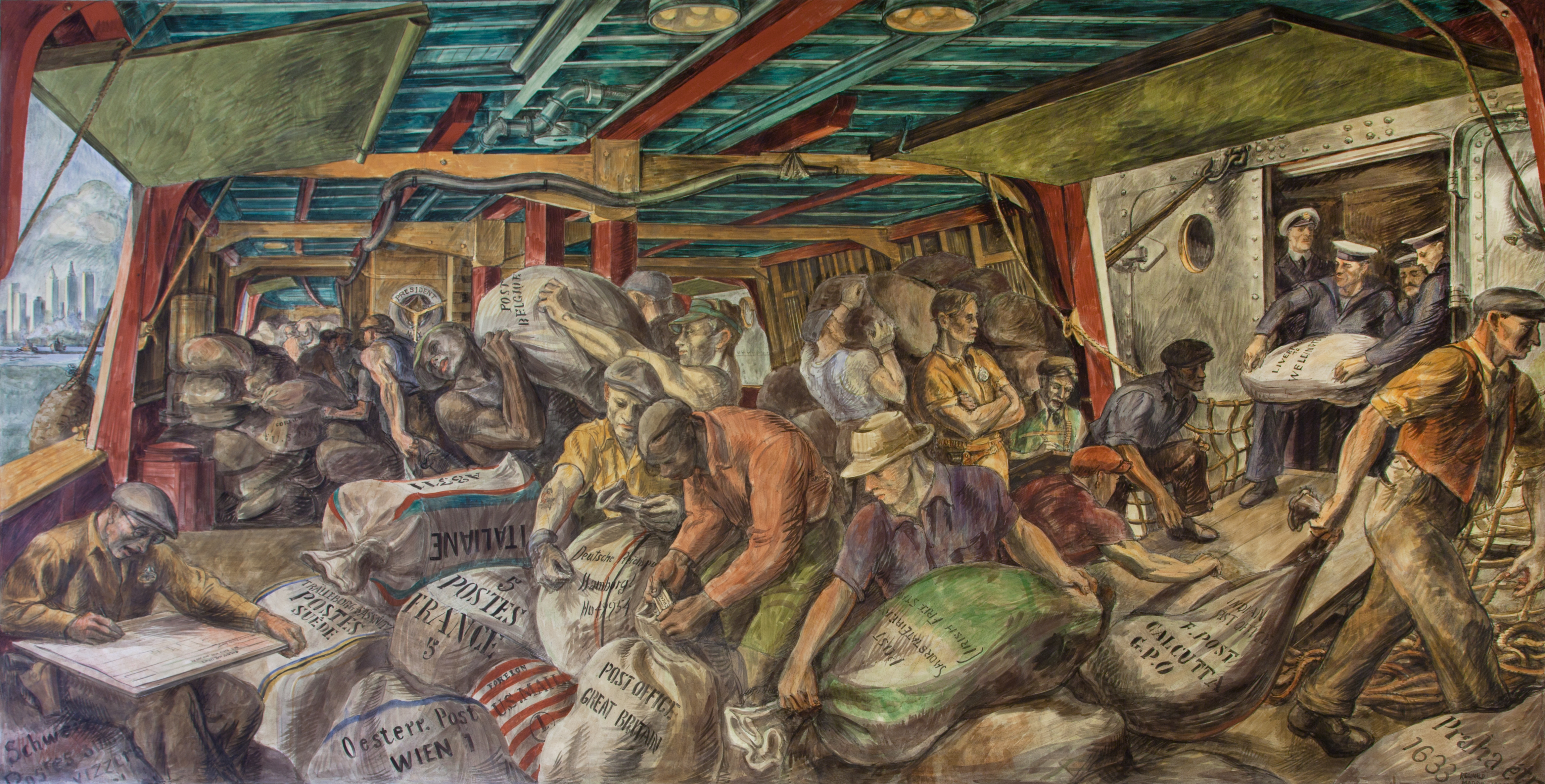
Unloading the Mail (1936)
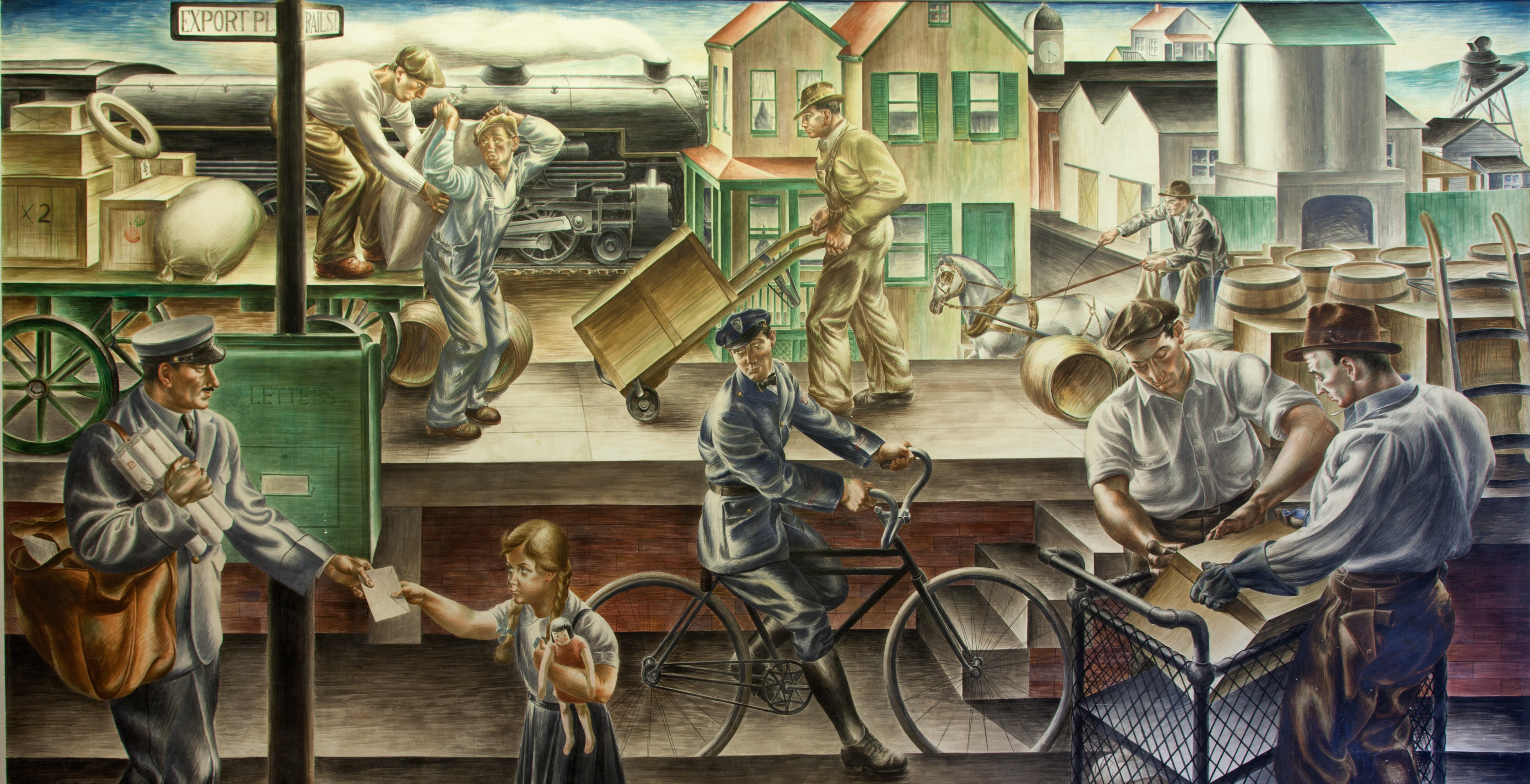
Transportation of the Mail (1937)
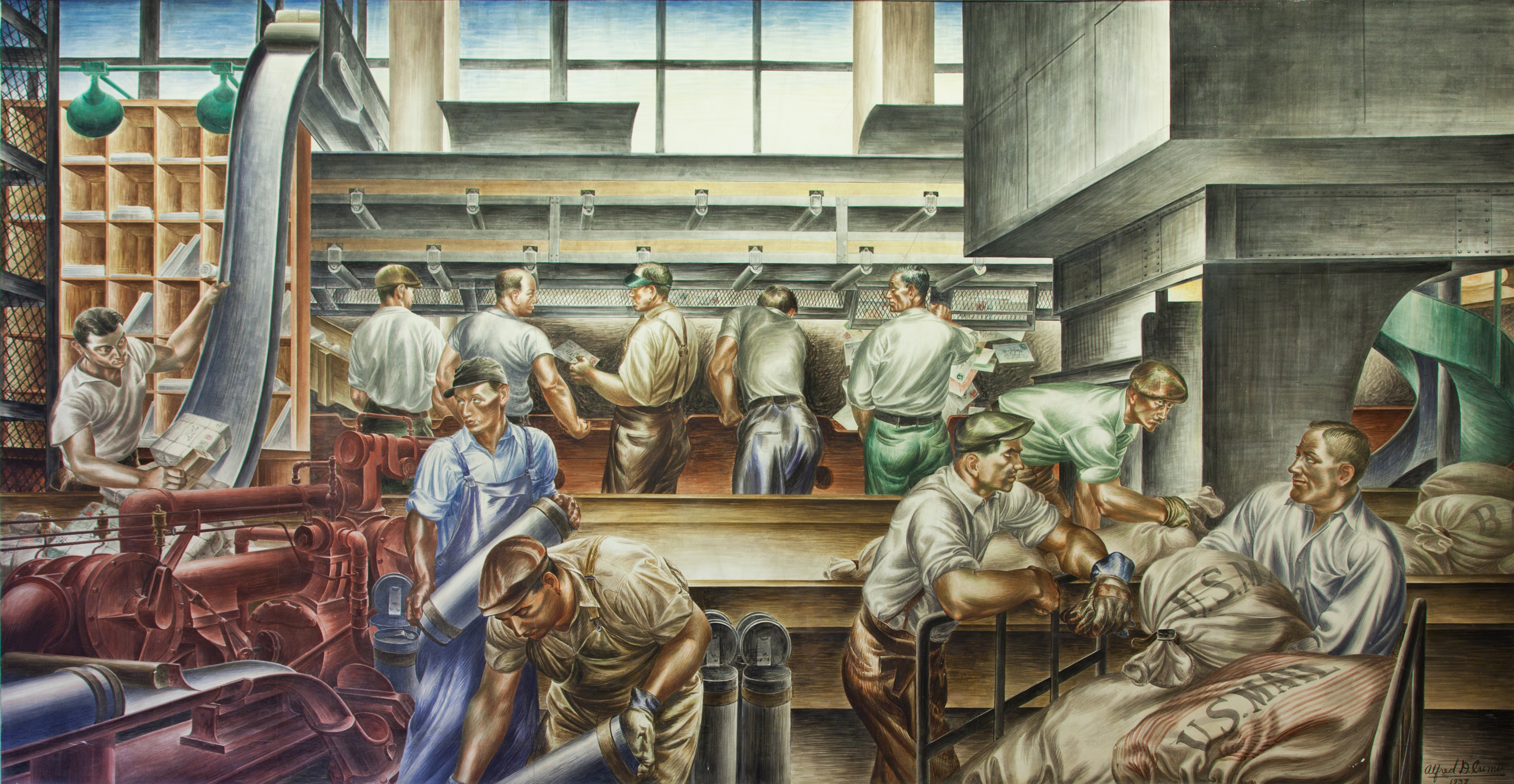
Post Office Work Room (1937)
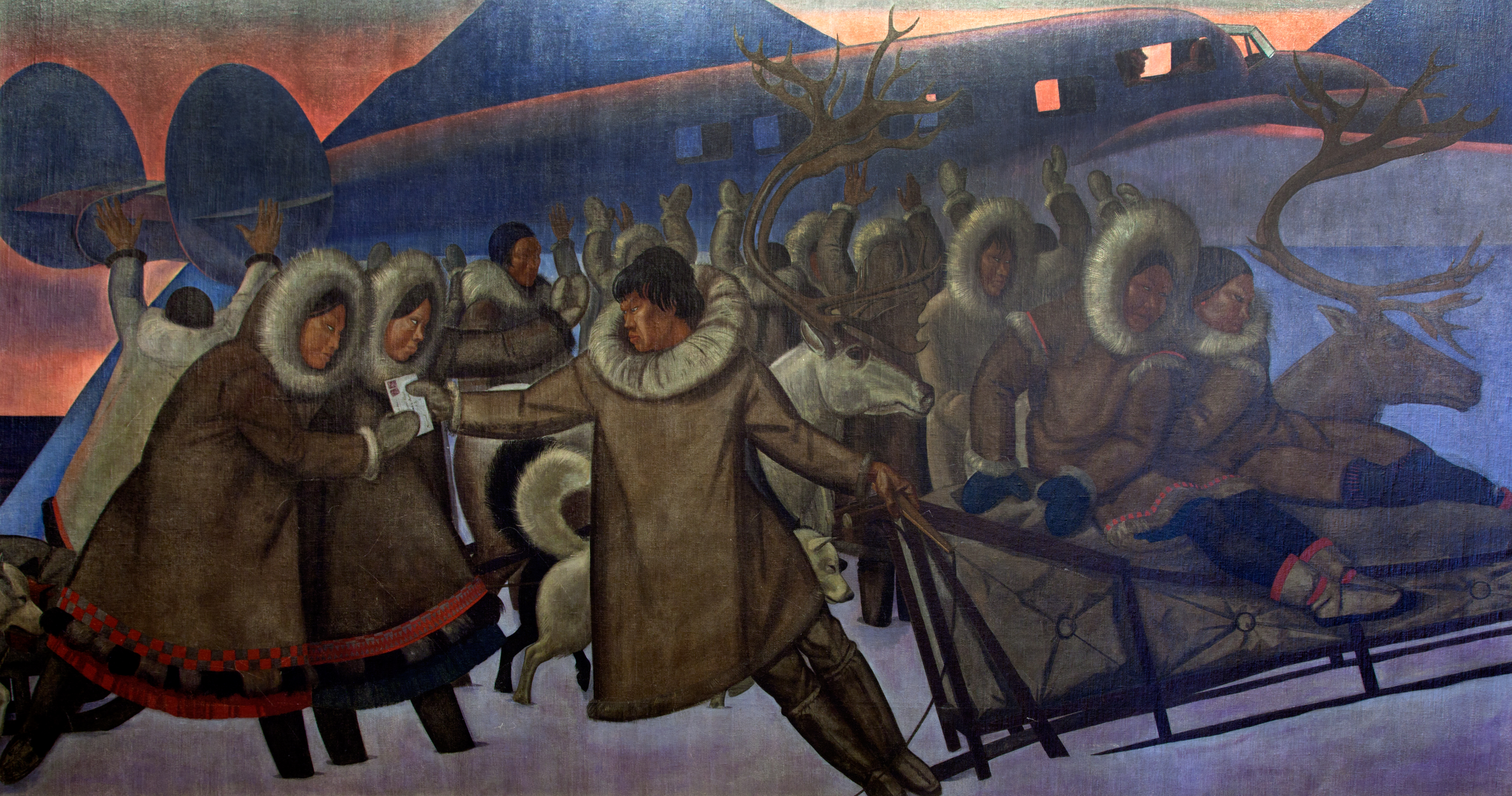
Mail Service in the Arctic (1937)
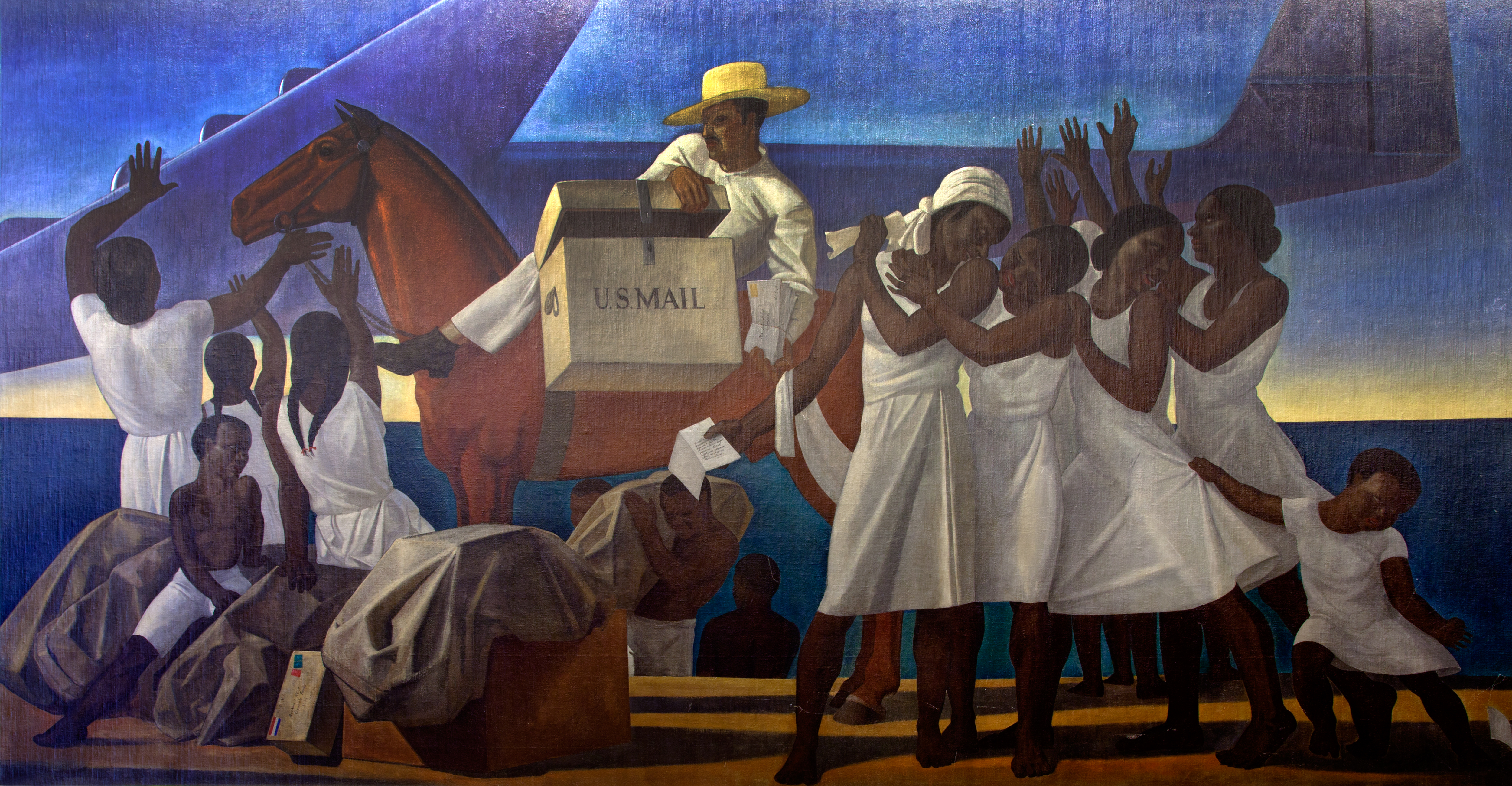
Mail Service in the Tropics (1937)
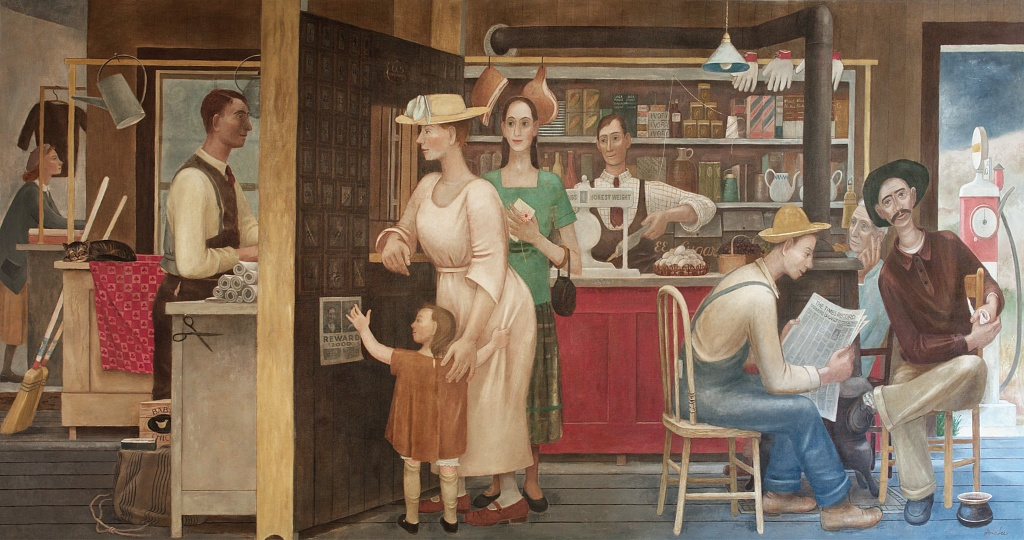
General Store and Post Office (1938)
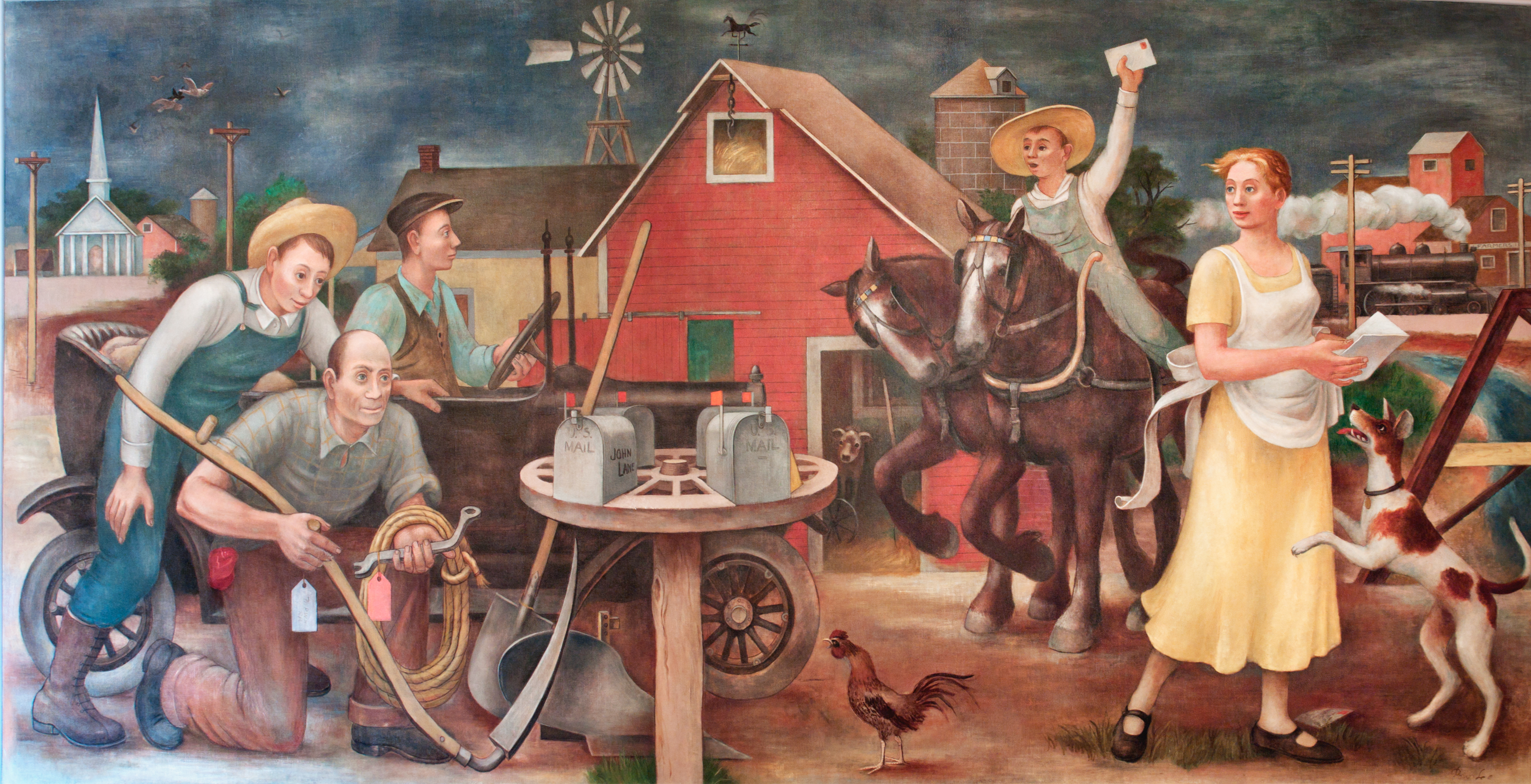
Country Post (1938)